# 军事革命委员会
军事革命委员会（俄语：Военно-революционный комитет）是俄罗斯布尔什维克为准备十月革命（1917年10月—1918年3月）在苏维埃之下创建的军事机构的名称。这些委员会是有力的起义指挥机构，建立并巩固了苏维埃政权。他们发挥了布尔什维克政权临时非常机构的作用。
最著名的是彼得格勒苏维埃、莫斯科苏维埃和最高统帅部的委员会。彼得格勒军事革命委员会成立于1917年10月29日（旧历10月16日）。